# Colorful
Colorful é um anime em 16 episódios realizada por Shun Nakahara e baseada na manga de Kishi Torajiro.
Os episódios consistem em homens e rapazes tentando ver as calcinhas das mulheres ou dentro de suas blusas.